# Morti il 24 ottobre
| Questa pagina contiene informazioni ricavate automaticamente dalle voci biografiche con l'ausilio del template Bio e di un bot. L'aggiornamento è periodico e automatico e ricostruisce completamente la pagina. Se manca una persona in questa lista, sei pregato di non aggiungerla, ma accertati piuttosto che la sua voce biografica contenga il template Bio e che i dati anagrafici siano correttamente compilati. Se il template Bio manca, inseriscilo tu stesso o, in alternativa, metti l'avviso {{tmp\|Bio}} che ne segnala la mancanza. Se i dati riportati sono sbagliati, correggi direttamente la voce biografica; le modifiche saranno visibili in questa lista entro pochi giorni. Per chiarimenti vedi il progetto biografie. La lista contiene solo le 486 persone che sono citate nell'enciclopedia e per le quali è stato implementato correttamente il template Bio. Pagina aggiornata al 9 ago 2025. |

## I secolo(1)
- 79 - Plinio il Vecchio, scrittore, naturalista e filosofo romano (n. 23)

## VII secolo(1)
- 605 - Maglorio di Dol, vescovo e abate francese (n. 535)

## X secolo(1)
- 996 - Ugo Capeto, re

## XII secolo(1)
- 1168 - Guglielmo IV di Nevers, nobile francese

## XIII secolo(2)
- 1260 - Sayf al-Din Qutuz, sultano turco (n. 1221)
- 1271 - Elisabetta d'Ungheria, nobile ungherese (n. 1236)

## XIV secolo(4)
- 1301 - Filippo Minutolo, arcivescovo cattolico italiano
- 1307 - Corrado della Torre, nobile italiano
- 1340 - Bailardino Nogarola, politico, ambasciatore e condottiero italiano
- 1375 - Valdemaro IV di Danimarca, re danese

## XV secolo(2)
- 1415 - Filippo di Nevers, conte (n. 1389)
- 1492 - Taddeo McCarthy, vescovo cattolico irlandese

## XVI secolo(12)
- 1517 - Marco Musuro, umanista, letterato e poeta greco
- 1521 - Robert Fayrfax, compositore inglese (n. 1464)
- 1531 - Hans Leu il Giovane, pittore svizzero
- 1535 - Francesco II Sforza, storico italiano (n. 1495)
- 1537 - Jane Seymour, regina britannica (n. 1509)
- 1572 - Edward Stanley, III conte di Derby, nobile inglese (n. 1509)
- 1573 - François Baudouin, giurista, teologo e umanista francese (n. 1520)
- 1575 - Peder Oxe, politico danese (n. 1520)
- 1579 - Alberto V di Baviera, nobile tedesco (n. 1528)
- 1579 - Andreas I Imhoff, banchiere, mercante e politico tedesco (n. 1491)
- 1597 - Aldo Manuzio il Giovane, editore italiano (n. 1547)
- 1600 - Andrea Bacci, filosofo, medico e scrittore italiano (n. 1524)

## XVII secolo(24)
- 1601 - Tycho Brahe, astronomo e astrologo danese (n. 1546)
- 1625 - Abraham Scultetus, teologo tedesco (n. 1566)
- 1626 - Agnese Maddalena di Anhalt-Dessau, principessa (n. 1590)
- 1633 - Jean Titelouze, organista, compositore e poeta francese (n. 1562)
- 1635 - Wilhelm Schickard, scienziato tedesco (n. 1592)
- 1641 - Jan van de Velde II, incisore, pittore e disegnatore olandese (n. 1593)
- 1644 - Anna Carafa della Stadera, nobildonna italiana (n. 1610)
- 1644 - Marcantonio Mambelli, letterato e gesuita italiano (n. 1582)
- 1648 - Giovanni Antonio Rigatti, compositore italiano (n. 1613)
- 1651 - Luca Giustiniani, doge (n. 1586)
- 1655 - Pierre Gassendi, presbitero, filosofo e teologo francese (n. 1592)
- 1660 - William Seymour, II duca di Somerset, nobile britannico (n. 1588)
- 1667 - Gabriel Metsu, pittore olandese (n. 1629)
- 1667 - Godefroy Wendelin, astronomo belga (n. 1580)
- 1669 - William Prynne, scrittore e giurista inglese (n. 1600)
- 1672 - John Webb, architetto, scrittore e sinologo britannico (n. 1611)
- 1674 - Diego Zapata de Mendoza y Sidonia, politico e nobile spagnolo (n. 1613)
- 1678 - Marino Giovanni Zorzi, vescovo cattolico italiano (n. 1634)
- 1680 - Candida Xu, filantropa cinese (n. 1607)
- 1684 - Maria Elisabetta di Sassonia, principessa tedesca (n. 1610)
- 1686 - Bartolomeo Beverini, poeta e storico italiano (n. 1629)
- 1695 - Bernardino Quadri, architetto e scultore svizzero (n. 1625)
- 1695 - Carlo Emanuele d'Este, nobile (n. 1622)
- 1698 - Daniel de Rémy de Courcelles, politico francese (n. 1626)

## XVIII secolo(17)
- 1708 - Kōwa Seki, matematico giapponese (n. 1642)
- 1718 - Thomas Parnell, poeta irlandese (n. 1679)
- 1725 - Alessandro Scarlatti, compositore italiano (n. 1660)
- 1733 - Henrietta Churchill, II duchessa di Marlborough, nobildonna inglese (n. 1681)
- 1737 - Alberto Radicati di Passerano, filosofo italiano (n. 1698)
- 1744 - Giuseppe Firrao il Vecchio, cardinale e arcivescovo cattolico italiano (n. 1670)
- 1757 - Pietro Marchesini, pittore italiano (n. 1692)
- 1760 - Giuseppe Maria Orlandini, compositore italiano (n. 1676)
- 1761 - Franz Anton Pilgram, architetto austriaco (n. 1699)
- 1771 - Charles Godefroy de La Tour d'Auvergne, nobile francese (n. 1706)
- 1778 - Enrico Ernesto II di Stolberg-Wernigerode, nobile tedesco (n. 1716)
- 1784 - Carlo Massimiliano di Dietrichstein, nobile boemo (n. 1702)
- 1787 - Charles Manners, IV duca di Rutland, nobile inglese (n. 1754)
- 1788 - François-Jean de Chastellux, generale e storico francese (n. 1734)
- 1793 - Carlo II Eugenio di Württemberg, nobile (n. 1728)
- 1795 - Gavino Pes, presbitero e poeta italiano (n. 1724)
- 1799 - Carl Ditters von Dittersdorf, compositore e violinista austriaco (n. 1739)

## XIX secolo(53)
- 1802 - Ludovico Manin, doge (n. 1726)
- 1807 - Mariano Rossi, pittore italiano (n. 1731)
- 1809 - Joseph Alois Schmittbaur, compositore tedesco (n. 1718)
- 1818 - Luigi Valentino Brugnatelli, farmacista, chimico e fisico italiano (n. 1761)
- 1818 - Étienne Hubert de Cambacérès, cardinale e arcivescovo cattolico francese (n. 1756)
- 1819 - William Rabun, politico statunitense (n. 1771)
- 1823 - Bernardino Musenga, architetto e urbanista italiano (n. 1774)
- 1829 - Luisa d'Assia-Darmstadt, nobile (n. 1761)
- 1829 - Thomas Taylour, I marchese di Headfort, nobile e politico irlandese (n. 1757)
- 1840 - Giovanni Maria Bua, arcivescovo cattolico italiano (n. 1773)
- 1842 - György Carabelli, odontoiatra ungherese (n. 1787)
- 1842 - Ferdinando Caronesi, architetto italiano (n. 1794)
- 1842 - Bernardo O'Higgins, generale e politico cileno (n. 1778)
- 1847 - James MacCullagh, matematico irlandese (n. 1809)
- 1852 - Franz Kiwisch von Rotterau, ginecologo austriaco (n. 1814)
- 1852 - Daniel Webster, politico statunitense (n. 1782)
- 1854 - Joseph-Marie de Foras, generale e politico italiano (n. 1791)
- 1855 - Robert Morris, politico e avvocato statunitense (n. 1808)
- 1857 - Johann Christian Friedrich Steudel, teologo tedesco (n. 1779)
- 1859 - George Child Villiers, VI conte di Jersey, nobile e politico inglese (n. 1808)
- 1859 - William Waldegrave, VIII conte Waldegrave, nobile e ufficiale inglese (n. 1788)
- 1860 - Élie Decazes, politico e nobile francese (n. 1780)
- 1865 - Bice Melzi d'Eril, nobile italiana (n. 1832)
- 1865 - Betsey Stockton, educatrice e missionaria statunitense (n. 1798)
- 1866 - Giovanni Interdonato, politico italiano (n. 1810)
- 1867 - Willoughby Weiss, basso e compositore inglese (n. 1820)
- 1868 - Alberto Gabba, matematico italiano (n. 1794)
- 1870 - Antonio María Claret y Clará, arcivescovo cattolico e missionario spagnolo (n. 1807)
- 1871 - Julius Theodor Christian Ratzeburg, entomologo, botanico e zoologo tedesco (n. 1801)
- 1871 - Francis Joseph Sloane, imprenditore e mecenate inglese (n. 1795)
- 1872 - Charles Victor Daremberg, medico francese (n. 1817)
- 1875 - Raffaello Carboni, scrittore e patriota italiano (n. 1817)
- 1875 - Jacques Paul Migne, bibliografo, presbitero e editore francese (n. 1800)
- 1877 - Antonio Carra, magistrato, docente e politico italiano (n. 1807)
- 1877 - Gregor Leonhard Andreas von Scherr, arcivescovo cattolico tedesco (n. 1804)
- 1878 - Paul Cullen, cardinale e arcivescovo cattolico irlandese (n. 1803)
- 1878 - Carlo di Schleswig-Holstein-Sonderburg-Glücksburg, nobile (n. 1813)
- 1879 - Édouard-Théophile Blanchard, pittore francese (n. 1844)
- 1879 - Tommaso Spinola, politico italiano (n. 1803)
- 1879 - José Pedro Varela, sociologo, giornalista e politico uruguaiano (n. 1845)
- 1883 - Francesco Cortese, medico italiano (n. 1802)
- 1884 - Federigo Pastoris, pittore e incisore italiano (n. 1837)
- 1886 - Friedrich Ferdinand von Beust, politico austriaco (n. 1809)
- 1886 - Salvatore Mazza, pittore, scrittore e incisore italiano (n. 1819)
- 1886 - Adolf Lüderitz, imprenditore e esploratore tedesco (n. 1834)
- 1893 - Joseph Hellmesberger, violinista, direttore d'orchestra e compositore austriaco (n. 1828)
- 1894 - Gheorghe Tattarescu, pittore rumeno (n. 1818)
- 1894 - Cirilo Villaverde, scrittore cubano (n. 1812)
- 1896 - Domenico Tiburzi, brigante italiano (n. 1836)
- 1897 - Alfred Caldicott, compositore britannico (n. 1842)
- 1897 - Francis Turner Palgrave, poeta e critico letterario britannico (n. 1824)
- 1898 - David Levi, poeta, patriota e politico italiano (n. 1816)
- 1898 - Pierre Puvis de Chavannes, pittore francese (n. 1824)

## XX secolo(235)
- 1901 - William Goate, militare britannico (n. 1836)
- 1904 - Onorato Gaetani dell'Aquila d'Aragona, nobile e politico italiano (n. 1832)
- 1909 - Robert von Schneider, archeologo e numismatico austriaco (n. 1854)
- 1910 - Yamada Bimyō, scrittore e critico letterario giapponese (n. 1868)
- 1911 - Ida Lewis, statunitense (n. 1842)
- 1912 - Pierre Berton, attore e commediografo francese (n. 1842)
- 1912 - Maria Gabriella in Baviera, principessa tedesca (n. 1878)
- 1914 - Paul Guillaume, storico e archivista francese (n. 1842)
- 1914 - Béla Zulawszky, schermidore ungherese (n. 1869)
- 1915 - Giuseppe Baldo, presbitero italiano (n. 1843)
- 1915 - Désiré Charnay, esploratore, archeologo e fotografo francese (n. 1828)
- 1915 - Luigi Guanella, presbitero italiano (n. 1842)
- 1916 - Xu Jue, diplomatico cinese (n. 1843)
- 1917 - James Carroll Beckwith, pittore statunitense (n. 1852)
- 1917 - William James Herschel, magistrato britannico (n. 1833)
- 1917 - Maurizio de Vito Piscicelli, militare italiano (n. 1871)
- 1918 - Alberto Cadlolo, militare italiano (n. 1899)
- 1918 - Pasquale Janniello, militare italiano (n. 1891)
- 1918 - Charles Lecocq, compositore francese (n. 1832)
- 1918 - Pietro Paolo Camillo Moreschini, arcivescovo cattolico italiano (n. 1858)
- 1918 - Mario Nannini, pittore italiano (n. 1895)
- 1918 - César Ritz, imprenditore svizzero (n. 1850)
- 1918 - Romano Valori, pittore italiano (n. 1886)
- 1918 - Georg von Waldstätten, generale austro-ungarico (n. 1837)
- 1918 - Daniel Burley Woolfall, giurista e dirigente sportivo britannico (n. 1852)
- 1918 - Einar Zangenberg, attore, regista e sceneggiatore danese (n. 1882)
- 1919 - Francesco Mele, avvocato, giornalista e politico italiano (n. 1854)
- 1920 - Marija Aleksandrovna Romanova, nobile russa (n. 1853)
- 1921 - Alexander Kidd, tiratore di fune britannico
- 1921 - George Somerset, III barone Raglan, politico inglese (n. 1857)
- 1925 - Jindřich Šimon Baar, scrittore e presbitero ceco (n. 1869)
- 1926 - Charles Marion Russell, pittore statunitense (n. 1864)
- 1927 - Antonio Berlese, entomologo italiano (n. 1863)
- 1927 - Adolfo Cambridge, I marchese di Cambridge, nobile britannico (n. 1868)
- 1927 - John Henry Davies, imprenditore inglese (n. 1864)
- 1928 - Maurice Boisdon, schermidore francese (n. 1855)
- 1928 - Arthur Bowen Davies, pittore statunitense (n. 1862)
- 1928 - Gaetano De Lai, cardinale e vescovo cattolico italiano (n. 1853)
- 1929 - Arno Holz, scrittore tedesco (n. 1863)
- 1930 - Paul Émile Appell, matematico francese (n. 1855)
- 1931 - Gordon Apps, aviatore inglese (n. 1899)
- 1931 - José Manuel Soares Louro, calciatore portoghese (n. 1908)
- 1933 - Annie Swynnerton, pittrice britannica (n. 1844)
- 1934 - Berta Boncza, scrittrice ungherese (n. 1894)
- 1935 - Dutch Schultz, mafioso statunitense (n. 1902)
- 1936 - Giovanni Boccardi, astronomo, matematico e presbitero italiano (n. 1859)
- 1936 - Fred Ott, attore statunitense (n. 1860)
- 1937 - Ferdinand Küchler, violinista e compositore tedesco (n. 1867)
- 1937 - Alfred Mortier, giornalista, drammaturgo e traduttore francese (n. 1865)
- 1938 - Ernst Barlach, scultore e scrittore tedesco (n. 1870)
- 1939 - Gioacchino Alberto di Prussia, compositore tedesco (n. 1876)
- 1940 - Pierre-Ernest Weiss, fisico francese (n. 1865)
- 1941 - Bernard Anquetil, militare francese (n. 1916)
- 1941 - Ildebrando Malavolta, militare e aviatore italiano (n. 1916)
- 1941 - Louisa Martin, tennista irlandese (n. 1865)
- 1942 - Dimitri Amilakhvari, militare georgiano (n. 1906)
- 1942 - Giovanni Gambaudo, militare italiano (n. 1915)
- 1942 - Marco Gola, militare italiano (n. 1914)
- 1942 - Jiří Jesenský, schermidore cecoslovacco (n. 1905)
- 1942 - Carlo Magno Magni, calciatore, arbitro di calcio e giornalista italiano (n. 1883)
- 1942 - Carlo Marescotti Ruspoli, militare italiano (n. 1892)
- 1942 - Giustiniano Marucco, calciatore italiano (n. 1899)
- 1942 - James C. Morton, attore statunitense (n. 1884)
- 1942 - Dario Pirlone, militare italiano (n. 1914)
- 1942 - Georg Stumme, generale tedesco (n. 1886)
- 1943 - Nino Cesarini, modello italiano (n. 1889)
- 1944 - Louis Renault, imprenditore francese (n. 1877)
- 1944 - Werner Seelenbinder, lottatore tedesco (n. 1904)
- 1944 - Karl Freiherr von Thüngen, generale tedesco (n. 1893)
- 1945 - George Gorringe, generale britannico (n. 1868)
- 1945 - Vidkun Quisling, militare e politico norvegese (n. 1887)
- 1946 - Kurt Daluege, generale, poliziotto e criminale di guerra tedesco (n. 1897)
- 1946 - Otis Adelbert Kline, cantautore e romanziere statunitense (n. 1891)
- 1946 - Hubert Loutsch, politico lussemburghese (n. 1878)
- 1946 - Dmitrij Moor, disegnatore sovietico (n. 1883)
- 1947 - Carlo Salotti, cardinale e arcivescovo cattolico italiano (n. 1870)
- 1948 - Franz Lehár, compositore austriaco (n. 1870)
- 1948 - Frederic L. Paxson, storico statunitense (n. 1877)
- 1949 - Roberto Bencivenga, generale e politico italiano (n. 1872)
- 1949 - Joaquín Nin, compositore, musicologo e pedagogo cubano (n. 1879)
- 1950 - Marcella Boveri, biologa statunitense (n. 1863)
- 1950 - Angelo Bovi, allenatore di pallacanestro italiano
- 1951 - Christian Baastrup, medico danese (n. 1885)
- 1951 - Frederick Hervey, IV marchese di Bristol, politico e ammiraglio britannico (n. 1863)
- 1951 - Federico Jarach, imprenditore italiano (n. 1874)
- 1951 - Carlo di Svezia, principe svedese (n. 1861)
- 1952 - Judy Guinness, schermitrice britannica (n. 1910)
- 1953 - Avraham Yeshayahu Karelitz, rabbino e teologo israeliano (n. 1878)
- 1954 - Simone Mareuil, attrice francese (n. 1903)
- 1954 - Guido Miglioli, politico e sindacalista italiano (n. 1879)
- 1955 - Betsy Baker, supercentenaria britannica (n. 1842)
- 1955 - Robert Feulgen, medico e chimico tedesco (n. 1884)
- 1955 - Alfredo Martín, calciatore argentino (n. 1894)
- 1955 - Alfred Reginald Radcliffe-Brown, antropologo inglese (n. 1881)
- 1955 - Milziade Venditti, magistrato e politico italiano (n. 1880)
- 1955 - Konstantin Ėggert, attore sovietico (n. 1883)
- 1955 - Jurij Andreevič Željabužskij, regista cinematografico russo (n. 1888)
- 1956 - Silvio Galimberti, pittore italiano (n. 1869)
- 1956 - Henry Nicholas Ridley, botanico e biologo inglese (n. 1855)
- 1956 - Tom Whittaker, calciatore e allenatore di calcio inglese (n. 1898)
- 1957 - Christian Dior, stilista e imprenditore francese (n. 1905)
- 1957 - Hans Endrerud, calciatore norvegese (n. 1885)
- 1957 - Adele Lane, attrice statunitense (n. 1877)
- 1957 - René Verriet de Litardière, botanico francese (n. 1888)
- 1958 - Lionello Balestrieri, pittore e incisore italiano (n. 1872)
- 1958 - Ferenc Borsányi, calciatore ungherese (n. 1902)
- 1958 - Theodor Kröger, scrittore tedesco (n. 1891)
- 1958 - George Edward Moore, filosofo britannico (n. 1873)
- 1958 - Ivan Semёnovič Nikitčenko, regista cinematografico e pittore sovietico (n. 1902)
- 1959 - Dolores Duran, cantante e compositrice brasiliana (n. 1930)
- 1960 - Zachar Markovič Agranenko, regista cinematografico sovietico (n. 1912)
- 1960 - Hans Boelsen, generale tedesco (n. 1894)
- 1960 - Kaarlo Soinio, ginnasta e calciatore finlandese (n. 1888)
- 1961 - Clem Stephenson, allenatore di calcio e calciatore inglese (n. 1890)
- 1962 - Aston Chichester, missionario e arcivescovo cattolico britannico (n. 1879)
- 1962 - Vittorio Ragazzini, latinista italiano (n. 1887)
- 1963 - Désiré Beaurain, schermidore belga (n. 1881)
- 1963 - Karl Bühler, psicologo tedesco (n. 1879)
- 1963 - Douglas Croft, attore statunitense (n. 1926)
- 1964 - Toni Kinshofer, alpinista tedesco (n. 1934)
- 1964 - Ezio Vigorelli, politico e partigiano italiano (n. 1892)
- 1965 - José do Patrocínio Dias, vescovo cattolico portoghese (n. 1884)
- 1965 - Hans Meerwein, chimico tedesco (n. 1879)
- 1966 - Hans Dreier, scenografo tedesco (n. 1885)
- 1966 - Sam Hardy, calciatore inglese (n. 1883)
- 1966 - Sofija Janovskaja, matematica e storica russa (n. 1896)
- 1967 - René Génin, attore francese (n. 1890)
- 1968 - Raymond Asso, paroliere francese (n. 1901)
- 1968 - Ed Dawson, cestista canadese (n. 1907)
- 1968 - Dionigi Superti, partigiano italiano (n. 1902)
- 1969 - Carl Brumbaugh, giocatore di football americano statunitense (n. 1906)
- 1969 - Abe Simon, pugile statunitense (n. 1913)
- 1970 - Alessandro Gloria, generale italiano (n. 1883)
- 1970 - Johnny Hines, attore, regista e sceneggiatore statunitense (n. 1895)
- 1970 - Richard Hofstadter, storico statunitense (n. 1916)
- 1970 - Giuseppe Mangiarotti, schermidore italiano (n. 1883)
- 1971 - Enrico Bianchini, ingegnere italiano (n. 1903)
- 1971 - Chuck Hughes, giocatore di football americano statunitense (n. 1943)
- 1971 - Francesco Napolitano, politico italiano (n. 1907)
- 1971 - Jo Siffert, pilota motociclistico e pilota automobilistico svizzero (n. 1936)
- 1971 - Albino Uggè, statistico italiano (n. 1899)
- 1972 - Gregorio Amestoy, calciatore filippino (n. 1916)
- 1972 - Jackie Robinson, giocatore di baseball statunitense (n. 1919)
- 1972 - Thelma Votipka, soprano statunitense (n. 1906)
- 1973 - Pietro Loretelli, generale italiano (n. 1915)
- 1973 - Domenico Ponzi, scultore italiano (n. 1891)
- 1973 - Costantino Stella, arcivescovo cattolico italiano (n. 1900)
- 1974 - Édouard Crut, calciatore francese (n. 1901)
- 1974 - Ekaterina Alekseevna Furceva, politica sovietica (n. 1910)
- 1974 - Francesco Augusto Masnata, poeta e commediografo italiano (n. 1882)
- 1974 - David Fëdorovič Ojstrach, violinista sovietico (n. 1908)
- 1974 - Salvatore Pelosi, militare italiano (n. 1906)
- 1975 - Réal Lemieux, hockeista su ghiaccio canadese (n. 1945)
- 1975 - Cipriano Mera, anarchico, sindacalista e generale spagnolo (n. 1897)
- 1976 - Marga Boodts, tedesca (n. 1895)
- 1976 - Helen Gaige, zoologa statunitense (n. 1890)
- 1976 - Frederika van der Goes, nuotatrice sudafricana (n. 1908)
- 1976 - David McCrae, calciatore scozzese (n. 1901)
- 1976 - Pietro Melandri, ceramista, pittore e decoratore italiano (n. 1885)
- 1976 - Georgij Aleksandrovič Ostrogorskij, bizantinista russo (n. 1902)
- 1977 - Giuseppina Biggiogero Masotti, matematica italiana (n. 1894)
- 1977 - Dario Galli, poeta italiano (n. 1914)
- 1977 - Jozef Horemans, ciclista su strada belga (n. 1910)
- 1977 - Václav Svoboda, calciatore cecoslovacco (n. 1920)
- 1977 - Vittorio Viale, storico dell'arte italiano (n. 1891)
- 1978 - Francisco Luis Bernárdez, poeta e diplomatico argentino (n. 1900)
- 1979 - Francesco Berardi, brigatista italiano (n. 1929)
- 1979 - S. Corinna Bille, poetessa e scrittrice svizzera (n. 1912)
- 1979 - Giovanni Maria Cornaggia Medici, avvocato e politico italiano (n. 1899)
- 1979 - Luigi Emery, giornalista e traduttore italiano (n. 1893)
- 1979 - Virgilio Failla, giornalista, partigiano e politico italiano (n. 1921)
- 1979 - Hermann Arthur Jahn, fisico inglese (n. 1907)
- 1979 - Fernando Soler, attore, regista e produttore cinematografico messicano (n. 1896)
- 1981 - Edith Head, costumista statunitense (n. 1897)
- 1981 - Alexander Kevitz, scacchista statunitense (n. 1902)
- 1982 - Lottice Howell, cantante e attrice statunitense (n. 1897)
- 1983 - Elie Carafoli, ingegnere rumeno (n. 1901)
- 1983 - Henri Desplanques, geografo, insegnante e prete francese (n. 1911)
- 1983 - Jo Grimond, politico britannico (n. 1913)
- 1984 - Edith Massey, attrice e cantante statunitense (n. 1918)
- 1984 - Gianni Mazzocchi, editore italiano (n. 1906)
- 1984 - Nicola Pieri, calciatore italiano (n. 1916)
- 1984 - Franco Ponti, architetto svizzero (n. 1921)
- 1984 - Walter Woolf King, attore e cantante statunitense (n. 1899)
- 1985 - László Bíró, giornalista e inventore ungherese (n. 1899)
- 1985 - Wilhelm Klemm, chimico tedesco (n. 1896)
- 1985 - Costantino Mortati, giurista e costituzionalista italiano (n. 1891)
- 1985 - Daniele Pace, cantante, paroliere e compositore italiano (n. 1935)
- 1985 - Maurice Roy, cardinale e arcivescovo cattolico canadese (n. 1905)
- 1986 - Carlo Brizzolara, scrittore e giornalista italiano (n. 1911)
- 1986 - Luca Cicolella, giornalista e scrittore italiano (n. 1924)
- 1986 - Enric Margall, cestista spagnolo (n. 1944)
- 1986 - Aligi Onniboni, avvocato, enigmista e politico italiano (n. 1906)
- 1988 - Alfio Marchini, partigiano, imprenditore e dirigente sportivo italiano (n. 1912)
- 1988 - Harold Miller, calciatore inglese (n. 1902)
- 1988 - Osvaldo Toriani, calciatore argentino (n. 1937)
- 1989 - Jerzy Kukuczka, alpinista polacco (n. 1948)
- 1991 - Oskars Peilis, calciatore lettone (n. 1910)
- 1991 - Gene Roddenberry, sceneggiatore e produttore televisivo statunitense (n. 1921)
- 1991 - Alberto Rosso, calciatore italiano (n. 1914)
- 1991 - Nicolae Sotir, pallavolista e allenatore di pallavolo rumeno (n. 1916)
- 1992 - Jimmy Orlando, hockeista su ghiaccio canadese (n. 1910)
- 1992 - Luis Rosales, poeta e saggista spagnolo (n. 1910)
- 1992 - Antonio Severi, calciatore italiano (n. 1908)
- 1993 - Heinz Kubsch, calciatore tedesco (n. 1930)
- 1993 - Tonino Nardi, direttore della fotografia italiano (n. 1939)
- 1993 - Giovanna Righini Ricci, insegnante, pedagogista e scrittrice italiana (n. 1933)
- 1994 - Hans Jacobs, ingegnere tedesco (n. 1907)
- 1994 - Raúl Juliá, attore portoricano (n. 1940)
- 1994 - John Lautner, architetto statunitense (n. 1911)
- 1994 - Aleksandr Nikolaevič Šelepin, politico e poliziotto sovietico (n. 1918)
- 1995 - Marion Adnams, pittrice e disegnatrice inglese (n. 1898)
- 1995 - Carlo Cestelli Guidi, ingegnere italiano (n. 1906)
- 1995 - Joseph Huts, ciclista su strada belga (n. 1913)
- 1995 - Émile Jonassaint, politico haitiano (n. 1913)
- 1995 - Hermann Langbein, antifascista e storico austriaco (n. 1912)
- 1996 - Artur Axmann, militare tedesco (n. 1913)
- 1996 - Roderick Barclay, diplomatico e banchiere inglese (n. 1909)
- 1996 - Gladwyn Jebb, politico e diplomatico britannico (n. 1900)
- 1996 - Hyman Minsky, economista statunitense (n. 1919)
- 1996 - Mario Peragallo, compositore italiano (n. 1910)
- 1996 - Evgenij Poljakov, danzatore e coreografo russo (n. 1943)
- 1996 - Romica Puceanu, cantante rumena (n. 1927)
- 1997 - Dino Bonsanti, allenatore di calcio e dirigente sportivo italiano (n. 1923)
- 1997 - Don Messick, doppiatore statunitense (n. 1926)
- 1997 - Berardo Taraschi, pilota automobilistico, pilota motociclistico e imprenditore italiano (n. 1915)
- 1998 - Paolo Brezzi, politico e storico italiano (n. 1910)
- 1998 - Mary Calderone, medico statunitense (n. 1904)
- 1998 - Pino Dordoni, marciatore italiano (n. 1926)
- 1999 - John Lester Hubbard Chafee, politico statunitense (n. 1922)
- 1999 - Mazzingo Donati, chirurgo e ematologo italiano (n. 1912)
- 1999 - Georges Gandil, canoista francese (n. 1926)
- 1999 - Marc Simenon, regista e sceneggiatore francese (n. 1939)
- 1999 - Giorgio Zanotto, politico e dirigente d'azienda italiano (n. 1920)
- 2000 - Pasquale Cajano, attore italiano (n. 1921)

## XXI secolo(132)
- 2001 - Jaromil Jireš, regista e sceneggiatore ceco (n. 1935)
- 2001 - Aleksandrs Martinsons, cestista lettone (n. 1912)
- 2001 - Seishiro Shimatani, calciatore giapponese (n. 1938)
- 2001 - Stephen Wurm, linguista australiano (n. 1922)
- 2002 - Ralph Budelman, pallanuotista statunitense (n. 1918)
- 2002 - Istarlin Caabdi Caruush, politica e attivista somala (n. 1957)
- 2002 - Hernando Casanova, attore, regista e cantante colombiano (n. 1945)
- 2002 - Hermán Gaviria, calciatore colombiano (n. 1969)
- 2002 - Mario Giustarini, politico e partigiano italiano (n. 1904)
- 2002 - Harry Hay, avvocato, insegnante e attivista inglese (n. 1912)
- 2002 - Lee Seong-gu, cestista, allenatore di pallacanestro e dirigente sportivo sudcoreano (n. 1911)
- 2003 - Paul Boudier, militare e aviatore francese (n. 1919)
- 2003 - Mario Zucchelli, ingegnere italiano (n. 1944)
- 2004 - Rodolfo Caporali, pianista italiano (n. 1906)
- 2004 - Dario Di Palma, direttore della fotografia italiano (n. 1932)
- 2004 - Ricky Hendrick, pilota automobilistico statunitense (n. 1980)
- 2004 - James Aloysius Hickey, cardinale e arcivescovo cattolico statunitense (n. 1920)
- 2004 - Domenico Picchinenna, arcivescovo cattolico italiano (n. 1912)
- 2004 - Maaja Ranniku, scacchista estone (n. 1941)
- 2005 - José Azcona del Hoyo, politico honduregno (n. 1927)
- 2005 - Howie Carl, cestista statunitense (n. 1938)
- 2005 - Jun Negami, attore giapponese (n. 1923)
- 2005 - Rosa Parks, attivista statunitense (n. 1913)
- 2005 - Edward R. Roybal, politico statunitense (n. 1916)
- 2005 - Iļja Vestermans, calciatore lettone (n. 1915)
- 2006 - Bruno Lauzi, cantautore, compositore e cabarettista italiano (n. 1937)
- 2006 - Dino Leonetti, fumettista italiano (n. 1937)
- 2006 - William Montgomery Watt, orientalista e storico delle religioni britannico (n. 1909)
- 2007 - David Adams, ballerino canadese (n. 1928)
- 2007 - Jules Bigot, calciatore e allenatore di calcio francese (n. 1915)
- 2007 - Petr Eben, organista e compositore ceco (n. 1929)
- 2008 - Carlo Cedroni, fumettista italiano (n. 1925)
- 2008 - Milton Katselas, regista statunitense (n. 1933)
- 2008 - Attilio Trebbi, politico italiano (n. 1914)
- 2009 - Fabio Maria Crivelli, giornalista e scrittore italiano (n. 1921)
- 2010 - Georges Frêche, politico francese (n. 1938)
- 2010 - Andy Holmes, canottiere britannico (n. 1959)
- 2010 - Pan Jin-yu, taiwanese (n. 1914)
- 2010 - Lamont Johnson, regista e attore statunitense (n. 1922)
- 2010 - Sylvia Sleigh, pittrice e attivista britannica (n. 1916)
- 2010 - David Stahl, direttore d'orchestra statunitense (n. 1949)
- 2010 - Joseph Stein, commediografo e poeta statunitense (n. 1912)
- 2011 - Liviu Ciulei, regista, sceneggiatore e attore rumeno (n. 1923)
- 2011 - Albino Fontana, politico italiano (n. 1938)
- 2011 - Kjell Johansson, tennistavolista svedese (n. 1946)
- 2011 - John McCarthy, informatico statunitense (n. 1927)
- 2011 - Crescenzio Rinaldini, vescovo cattolico italiano (n. 1925)
- 2012 - Anita Björk, attrice svedese (n. 1923)
- 2012 - Jeff Blatnick, lottatore statunitense (n. 1957)
- 2012 - Olivier d'Ormesson, politico francese (n. 1918)
- 2012 - Margaret Osborne duPont, tennista statunitense (n. 1918)
- 2012 - Flora Ruchat Roncati, architetto svizzero (n. 1937)
- 2012 - Francesco Sobrero, politico italiano (n. 1925)
- 2013 - Antonia Bird, regista britannica (n. 1951)
- 2013 - Zuzzurro, comico, cabarettista e attore italiano (n. 1946)
- 2013 - Nino D'Ippolito, politico, antifascista e giornalista italiano (n. 1919)
- 2013 - María de las Casas, modella venezuelana (n. 1942)
- 2013 - Deborah Turbeville, fotografa statunitense (n. 1932)
- 2013 - Manna Dey, cantante indiano (n. 1919)
- 2013 - Manolo Escobar, cantante spagnolo (n. 1931)
- 2013 - Brooke Greenberg, statunitense (n. 1993)
- 2013 - Ana Bertha Lepe, attrice messicana (n. 1934)
- 2013 - Arthur Maling, scrittore statunitense (n. 1923)
- 2013 - Ebbe Parsner, canottiere danese (n. 1922)
- 2013 - Reggie Rogers, giocatore di football americano statunitense (n. 1964)
- 2013 - Henry Taylor, pilota automobilistico britannico (n. 1932)
- 2014 - Lorenzo Albacete, presbitero, teologo e giornalista statunitense (n. 1941)
- 2014 - Augusto Bianchi Rizzi, commediografo, scrittore e attore italiano (n. 1940)
- 2014 - Graziella Lupo, chirurga italiana (n. 1920)
- 2014 - Mbulaeni Mulaudzi, mezzofondista sudafricano (n. 1980)
- 2014 - Zilda Ulbrich Schützer, cestista e pallavolista brasiliana (n. 1927)
- 2015 - Ján Chryzostom Korec, cardinale e vescovo cattolico slovacco (n. 1924)
- 2015 - Maureen O'Hara, attrice irlandese (n. 1920)
- 2015 - Salvatore Pellegrino, politico e sindacalista italiano (n. 1922)
- 2015 - Sergio Santelli, calciatore italiano (n. 1933)
- 2015 - Antonio Stagnoli, pittore e incisore italiano (n. 1922)
- 2015 - Giancarlo Stiz, magistrato italiano (n. 1928)
- 2016 - Franco Alfano, giornalista italiano (n. 1940)
- 2016 - Jorge Batlle, politico uruguaiano (n. 1927)
- 2016 - Eddy Christiani, chitarrista, cantante e compositore olandese (n. 1918)
- 2016 - Benjamin Creme, pittore e scrittore scozzese (n. 1922)
- 2016 - Reinhard Häfner, allenatore di calcio e calciatore tedesco orientale (n. 1952)
- 2016 - Lidia Mannuzzu, biologa e fisiologa italiana (n. 1958)
- 2016 - Luciano Marabese, designer italiano (n. 1948)
- 2016 - Bobby Vee, cantante statunitense (n. 1943)
- 2017 - Ebrahim Ashtiani, calciatore iraniano (n. 1942)
- 2017 - Girija Devi, cantante indiana (n. 1929)
- 2017 - Fats Domino, cantautore e pianista statunitense (n. 1928)
- 2017 - Michael Patrick Driscoll, vescovo cattolico statunitense (n. 1939)
- 2017 - Virginia Grant, nuotatrice canadese (n. 1937)
- 2017 - Robert Guillaume, attore e doppiatore statunitense (n. 1927)
- 2017 - Peter Lötscher, schermidore svizzero (n. 1941)
- 2017 - Nóra Thúróczy, cestista ungherese (n. 1945)
- 2018 - Carmen Alborch, scrittrice e politica spagnola (n. 1947)
- 2018 - Pellegrino Tomaso Ronchi, vescovo cattolico italiano (n. 1930)
- 2018 - Tony Joe White, cantautore e chitarrista statunitense (n. 1943)
- 2019 - Walter Franco, cantante, musicista e chitarrista brasiliano (n. 1945)
- 2020 - Jung Soseong, scrittore sudcoreano (n. 1944)
- 2020 - Germano Nicolini, partigiano italiano (n. 1919)
- 2020 - Abdul Azim Bolkiah, principe, produttore cinematografico e attivista bruneiano (n. 1982)
- 2020 - Bobby Smith, cestista e allenatore di pallacanestro statunitense (n. 1937)
- 2020 - Pavel Syrčin, sollevatore sovietico (n. 1957)
- 2020 - Krisztián Veréb, canoista ungherese (n. 1977)
- 2021 - Richard C. Banks, ornitologo e zoologo statunitense (n. 1931)
- 2021 - Fredrik Andersson Hed, golfista svedese (n. 1972)
- 2021 - Ubirajara Motta, calciatore brasiliano (n. 1936)
- 2021 - Indira Nath, immunologa indiana (n. 1938)
- 2021 - Giuseppe Porrino, calciatore italiano (n. 1951)
- 2021 - Michele Serio, musicista e scrittore italiano (n. 1954)
- 2021 - Eleonore von Trapp, cantante austriaca (n. 1931)
- 2021 - James Michael Tyler, attore statunitense (n. 1962)
- 2022 - Ashton Carter, politico statunitense (n. 1954)
- 2022 - Leslie Jordan, attore, drammaturgo e cantante statunitense (n. 1955)
- 2022 - Franco Rosa, calciatore e allenatore di calcio italiano (n. 1932)
- 2022 - Tomasz Wójtowicz, pallavolista polacco (n. 1953)
- 2022 - Anatoli Zourpenko, cestista russo (n. 1975)
- 2023 - Hans Albert, filosofo e sociologo tedesco (n. 1921)
- 2023 - Carlos Guerini, calciatore argentino (n. 1949)
- 2023 - Paul Harris, tastierista, polistrumentista e compositore statunitense (n. 1944)
- 2023 - Niels Holst-Sørensen, velocista e mezzofondista danese (n. 1922)
- 2023 - Bill Kenwright, attore, produttore teatrale e dirigente sportivo britannico (n. 1945)
- 2023 - Wanda Półtawska, psichiatra, scrittrice e attivista polacca (n. 1921)
- 2023 - Steve Riley, batterista statunitense (n. 1956)
- 2023 - Richard Roundtree, attore statunitense (n. 1942)
- 2024 - Jadwiga Barańska, attrice e sceneggiatrice polacca (n. 1935)
- 2024 - Abdelaziz Barrada, calciatore francese (n. 1989)
- 2024 - Clark Kent, disc jockey e produttore discografico statunitense (n. 1966)
- 2024 - Michel Lafranceschina, calciatore e allenatore di calcio francese (n. 1939)
- 2024 - Tomislav Milićević, calciatore jugoslavo (n. 1940)
- 2024 - Alphonse Poaty-Souchlaty, politico della Repubblica del Congo (n. 1941)
- 2024 - Eckhart Schmidt, regista, produttore cinematografico e scrittore tedesco (n. 1938)
- 2024 - Jeri Taylor, sceneggiatrice, produttrice televisiva e regista televisiva statunitense (n. 1938)

## Senza anno specificato(1)
- Fromundo di Coutances, vescovo franco